# Jonas Armstrong
Jonas Armstrong (født 1. januar 1981) er en irsk skuespiller, bedst kendt for sine optrædener i britisk fjersyn. Han har bl.a. spillet hovedrollen i BBC Ones dramaserie Robin Hood, som handler om en ung mand der drager hjem fra krigen i det hellige land, og her opdager at alt ikke er som det plejer at være.

## Biografi
Armstrong blev født i Mount Carmel Hospital, Dublin, Ireland den 1. januar 1981, præcis et minut efter midnat på Nytårsaftenen, hvilket gjorde ham til det første barn, der blev født i Irland det år. Hans forældre flyttede Lytham St Annes, Lancashire, England, da han var 6 år gammel og han voksede op der. Han er den ældste af 3 børn – han har en bror og søster. Han gik på Arnold School og var medlem af den berygtede og kritiskanmeldte dramagruppe In Yer Space. Det var også med denne gruppe han optrådte med Stephen MacDonalds teaterskuespil Not About Heroes og Arthur Miller-klassikeren A View From The Bridge. 
Armstrong dimitterede fra Royal Academy of Dramatic Art (RADA) i 2003, hvor han spillede med i forestillinger som Twelfth Night, The Caucasian Chalk Circle, The Crucible og Ulysses. Armstrong har BASSC (The British Academy of Stage & Screen Combat) Certifikat i skuespilskamp. Andre færdigheder er dans og accenter. 

## Teater
- Quartermaine's Terms (Royal Theatre, Northampton, premiere 19. september 2003) – Derek Meadle
- The Skin of Our Teeth (Ung udgave af Vic, premiere 4. marts 2004) – Henry
- Rutherford & Son (Royal Exchange, Manchester premiere 19. januar 2005) – Richard

## Fjernsyn

### Robin Hood
Robin Hood havde premiere på dansk tv på DR1 den 18. august 2007 kl. 20, hvor Armstrong spiller titelrollen som Robin. Gennemsnits-seere er 8.2 mio. hver lørdag. Seriens anden sæson kører i øjeblikket på DR1 (juli 2007). Armstrong er i gang med at indspille seriens tredje sæson, trods The Metro havde udtalt, at han ikke ønskede at lave flere sæsoner, af frygt for at blive bundet til sin rolle. Det er meget sandsynligt, at han vil stoppe med Robin Hood efter tredje sæson. 
Den 4. februar rapporterede The Daily Mirror, at Armstrong havde fået en større rolle i en Hollywood-film, som fik producerne til at bekymre sig om hans fremtid som Robin Hood, hvis han fik flere andre roller. 

## Filmografi
- Teachers (Channel 4, 2004) – Anthony Millington
- Skygger (eng: The Ghost Squad) (DR2, 2008) – Pete Maitland
- Losing Gemma (ITV1, 2006) – Steve
- Robin Hood (DR1, 2007-) – Robin Hood
- Book Of Blood  – Simon McNeal

## Trivia
- Han er 1.83 m høj.
- Hans fans kalder sig "Armstrong Angels".